# Murri-skandalen
Murri-skandalen (italienska: Fatti di gente perbene) är en italiensk-fransk dramafilm från 1974 i regi av Mauro Bolognini.

## Utmärkelser
Filmen vann priset David di Donatello för bästa film 1975.

## Roller (urval)
- Catherine Deneuve – Linda Murri
- Giancarlo Giannini – Tullio Murri
- Fernando Rey – professor Murri
- Rina Morelli – Gianni Murri
- Marcel Bozzuffi – rannsakningsdomaren
- Tina Aumont – Rosa Bonetti
- Laura Betti – Tisa Borghi
- Giacomo Rossi Stuart – Riccardo Murri
- Daniele Patella – Francesco Bonmartini
- Corrado Pani – Pio Naldi
- Ettore Manni – Carlo Secchi
- Lino Troisi – journalisten
- Monica Scattini – Francina